# Brett Nelson
Brett Nelson är en amerikansk musiker född 1969 född i Boise, Idaho. Nelson spelade bland annat i Built to Spill men gör också musik på egen hand som Brett Not Netson och tillsammans med The Suffocation Keep.